# Ex on the Beach - La rivincita degli ex
Ex on the Beach - La rivincita degli ex (Ex on the Beach) è un reality britannico che viene trasmesso sulle reti MTV. La serie è stata annunciata nel febbraio 2014, e trasmessa in anteprima il 22 aprile 2014. Il reality consiste nel mandare quattro uomini e quattro donne single su un'isola facendo credere loro che siano stati mandati a fare una vacanza in cerca d'amore, mentre in realtà sull'isola appariranno uno ad uno gli ex o le ex di ogni concorrente.
È stata confermata una seconda stagione che ha debuttato in Inghilterra il 27 gennaio 2015, per poi terminare il 17 marzo 2015. La terza stagione è andata in onda dall'11 agosto 2015 al 13 ottobre 2015. La serie è stata confermata per una quarta stagione che va in onda dal 19 gennaio 2016 all'8 marzo 2016. La quinta stagione è andata in onda dal 16 agosto al 18 ottobre 2016. La sesta stagione è stata trasmessa da luglio ad agosto del 2017. La settima stagione è andata in onda durante l'inverno del 2017.

## Edizioni

### Prima edizione
L'elenco ufficiale dei protagonisti venne reso noto il 13 marzo 2014 e comprendeva quattro ragazzi single (Ashley Cain, Jack Lomax, Liam Lewis e Marco Alexandre) e quattro ragazze, anch'esse single (Chloe Goodman, Emily Gillard, Farah Sattaur e Vicky Pattison). 
Gli ex, in ordine di arrivo, sono stati:
- Ross Worswick, ex di Chloe Goodman, e Frankie Thorpe, ex di Marco Alexandre, nel primo episodio;
- Talitha Minnis, ex di Ashlely Cain, nel secondo episodio;
- Emma Jane Lang, ex di Ross Worswick, nel terzo episodio;
- Dan Conn, ex di Vicky Pattison, nel quarto episodio;
- Joss Mooney, ex di Thalita Minnis ed Emma Jane Lang, nel quinto episodio;
- Shelby Bellingham, ex di Joss Mooney e Ross Worswick, nel sesto episodio;
- Ricci Guarnaccio, ex di Vicky Pattison, nel settimo episodio;

#### Concorrenti

##### Single
| Episodi | Nome            | Età | Residenza  | Ex                                        |
| ------- | --------------- | --- | ---------- | ----------------------------------------- |
| 8       | Marco Alexandre | 22  | Sheffield  | Frankie Thorpe                            |
| 8       | Ashley Cain     | 23  | Nuneaton   | Talitha Minnis                            |
| 8       | Emily Gillard   | 18  | Cheshire   | -                                         |
| 8       | Chloe Goodman   | 20  | Brighton   | Ross Worswick                             |
| 8       | Liam Lewis      | 25  | Hartlepool | -                                         |
| 8       | Jack Lomax      | 22  | Nottingham | -                                         |
| 8       | Vicky Pattison  | 25  | Newcastle  | Ricci Guarnaccio, Dan Conn, Ross Worswick |
| 8       | Farah Sattaur   | 28  | Londra     | -                                         |

##### Ex
| Episodi | Nome              | Età | Residenza  | Ex                                                               |
| ------- | ----------------- | --- | ---------- | ---------------------------------------------------------------- |
| 4       | Frankie Thorpe    | 18  | Kettering  | Marco Alexandre                                                  |
| 8       | Ross Worswick     | 23  | Manchester | Chloe Goodman, Emma Jane Lang, Vicky Pattison, Shelby Billingham |
| 5       | Dan Conn          | 27  | Sydney     | Vicky Pattison                                                   |
| 2       | Ricci Guarnaccio  | 26  | Newcastle  | Vicky Pattison                                                   |
| 3       | Shelby Billingham | 19  | Birmingham | Ross Worswick, Joss Mooney                                       |
| 6       | Emma Jane Lang    | 23  | Manchester | Ross Worswick, Joss Mooney                                       |
| 7       | Talitha Minnis    | 21  | Norwich    | Ashley Cain, Joss Mooney                                         |
| 4       | Joss Mooney       | 24  | Manchester | Talitha Minnis, Emma Jane Lang, Shelby Billingham                |

#### Episodi
| Episodio | Data Prima TV originale | Data Prima TV in italiano |
| -------- | ----------------------- | ------------------------- |
| 1        | 22 aprile 2014          | 22 aprile 2014            |
| 2        | 29 aprile 2014          | 29 aprile 2014            |
| 3        | 6 maggio 2014           | 6 maggio 2014             |
| 4        | 13 maggio 2014          | 13 maggio 2014            |
| 5        | 20 maggio 2014          | 20 maggio 2015            |
| 6        | 27 maggio 2014          | 27 maggio 2014            |
| 7        | 3 giugno 2014           | 3 giugno 2014             |
| 8        | 10 giugno 2014          | 10 giugno 2014            |

### Seconda edizione
La seconda stagione di Ex on the beach va in onda in Gran Bretagna dal 27 gennaio 2015. In Italia va in onda dal 23 febbraio 2015, non più contemporaneamente come la stagione precedente.

#### Concorrenti

##### Single
| Episodi | Nome            | Età | Residenza           | Ex                                         |
| ------- | --------------- | --- | ------------------- | ------------------------------------------ |
| 8       | Anita Kaushik   | 22  | Londra              | Joe Chandler, Rogan O'Connor               |
| 8       | Connor Hunter   | 18  | Essex               | Megan Clark                                |
| 8       | Kayleigh Morris | 26  | Galles/Londra       | Adam Gabriel                               |
| 8       | Loren Green     | 23  | Walsall             | -                                          |
| 8       | Luke Goodfellow | 22  | Cardiff             | Danielle Abbott                            |
| 8       | Melissa Reeves  | 22  | Liverpool           | Gary Beadle                                |
| 8       | Morgan Evans    | 26  | Birmingham          | Emily Colley                               |
| 8       | Rogan O'Connor  | 25  | Stratford-upon-Avon | Anita Kaushik, Emily Colley, Jess Impiazzi |

##### Ex
| Episodi | Nome                     | Età | Residenza      | Ex                                                     |
| ------- | ------------------------ | --- | -------------- | ------------------------------------------------------ |
| 8       | Adam Gabriel             | 23  | Londra         | Kayleigh Morris                                        |
| 8       | Megan Clark              | 19  | Essex          | Connor Hunter                                          |
| 6       | Gary Beadle              | 26  | Newcastle      | Melissa Reeves, Emily Colley, Charlotte-Letitia Crosby |
| 6       | Emily Colley             | 24  | Worcestershire | Morgan Evans, Rogan O'Connor, Gary Beadle, Ashley Cain |
| 5       | Joe Chandler             | 22  | Surrey         | Anita Kaushik                                          |
| 4       | Charlotte-Letitia Crosby | 24  | Sunderland     | Gary Beadle                                            |
| 7       | Jess Impiazzi            | 25  | Surrey         | Rogan O'Connor                                         |
| 3       | Danielle Abbott          | 22  | Reading        | Luke Goodfellow                                        |
| 2       | Ashley Cain              | 23  | Nuneaton       | Emily Colley                                           |

#### Episodi
| Episodio | Data Prima TV originale | Data Prima TV in italiano |
| -------- | ----------------------- | ------------------------- |
| 1        | 27 gennaio 2015         | 23 febbraio 2015          |
| 2        | 3 febbraio 2015         | 2 marzo 2015              |
| 3        | 10 febbraio 2015        | 9 marzo 2015              |
| 4        | 17 febbraio 2015        | 16 marzo 2015             |
| 5        | 24 febbraio 2015        | 23 marzo 2015             |
| 6        | 3 marzo 2015            | 30 marzo 2015             |
| 7        | 10 marzo 2015           | 6 aprile 2015             |
| 8        | 17 marzo 2015           | 13 aprile 2015            |

### Terza edizione
La terza stagione è andata in onda dall'11 agosto al 13 ottobre 2015. In Italia va in onda dal 2 marzo 2016 su MTV Next.

#### Concorrenti

##### Single
| Episodi | Nome             | Anni | Residenza   | Ex                                  |
| ------- | ---------------- | ---- | ----------- | ----------------------------------- |
| 10      | Amy Cooke        | 21   | Cardiff     | Jordan Davies                       |
| 10      | Graham Griffiths | 26   | Wiltshire   | Holly Rickwood                      |
| 5       | Jayden Robins    | 30   | Londra      | N.D.                                |
| 10      | Laura Summers    | 30   | Manchester  | Jemma Lucy                          |
| 6       | Kirk Norcross    | 26   | Essex       | Cami-Li, Jemma Lucy, Vicky Pattison |
| 10      | Megan McKenna    | 22   | Essex       | Jordan Davies                       |
| 10      | Megan Rees       | 20   | Carmarthen  | Stephen Cochrane                    |
| 10      | Stephen Bear     | 25   | East London | Connie Wiltshire                    |

##### Ex
| Episodi | Nome             | Anni | Residenza           | Ex                                                              |
| ------- | ---------------- | ---- | ------------------- | --------------------------------------------------------------- |
| 10      | Jemma Lucy       | 27   | Manchester          | Kirk Norcross, Laura Alicia Summers, Marty Mack, Rogan O'Connor |
| 10      | Jordan Davies    | 22   | Cardiff             | Ali Drew, Amy Paige Cookie, Megan McKenna                       |
| 6       | Marty Mack       | 20   | Newcastle           | Jemma Lucy, Sarah Goodhart                                      |
| 8       | Sarah Goodhart   | 21   | Newcastle           | Marty Mack                                                      |
| 5       | Cami-Li          | 28   | Miami               | Kirk Norcross                                                   |
| 6       | Ali Drew         | 25   | Cardiff             | Jordan Davies                                                   |
| 6       | Holly Rickwood   | 23   | Portsmouth          | Graham Griffiths                                                |
| 3       | Vicky Pattison   | 26   | Newcastle           | Kirk Norcross                                                   |
| 4       | Stephen Cochrane | 25   | Cornovaglia         | Megan Rees                                                      |
| 3       | Rogan O'Connor   | 25   | Stratford-upon-Avon | Jemma Lucy                                                      |
| 2       | Connie Wiltshire | 20   | Essex               | Stephen Bear                                                    |

#### Episodi
| Episodio | Data Prima TV originale | Data Prima TV in italiano |
| -------- | ----------------------- | ------------------------- |
| 1        | 11 agosto 2015          | 2 marzo 2016              |
| 2        | 18 agosto 2015          | 2 marzo 2016              |
| 3        | 25 agosto 2015          | 9 marzo 2016              |
| 4        | 1º settembre 2015       | 9 marzo 2016              |
| 5        | 8 settembre 2015        | 16 marzo 2016             |
| 6        | 15 settembre 2015       | 16 marzo 2016             |
| 7        | 22 settembre 2015       | 23 marzo 2016             |
| 8        | 29 settembre 2015       | 23 marzo 2016             |
| 9        | 6 ottobre 2015          | 30 marzo 2016             |
| 10       | 13 ottobre 2015         | 30 marzo 2016             |

### Quarta edizione
La quarta edizione è andata in onda dal 19 gennaio all'8 marzo 2016. In Italia è andata in onda dal 6 aprile 2016 su MTV.

#### Concorrenti

##### Single
| Episodi | Nome             | Anni | Residenza  | Ex                       |
| ------- | ---------------- | ---- | ---------- | ------------------------ |
| 8       | Helen Briggs     | 20   | Manchester | Chet Johnson, Kieran Lee |
| 7       | Joe Delaney      | 22   | Liverpool  | Gina Barrett             |
| 4       | Lewis Good       | 25   | Londra     | N.D.                     |
| 8       | Nancy-May Turner | 21   | Kent       | N.D.                     |
| 8       | Naomi Hedman     | 22   | Londra     | N.D.                     |
| 8       | Olivia Walsh     | 24   | Manchester | James Moore              |
| 8       | Scotty T         | 27   | Newcastle  | Ashleigh Defty           |
| 3       | Youssef Hassane  | 20   | Kent       | Lacey Fuller             |

##### Ex
| Episodi | Nome              | Anni | Residenza | Ex                                            |
| ------- | ----------------- | ---- | --------- | --------------------------------------------- |
| 8       | James Moore       | 24   | Blackpool | Kristina Metcalfe, Olivia Walsh               |
| 8       | Kieran Lee        | 23   | Burnley   | Helen Briggs                                  |
| 7       | Gina Barrett      | 22   | Liverpool | Alex Kippen, Joe Delaney                      |
| 7       | Ashleigh Defty    | 20   | Newcastle | Scotty T                                      |
| 6       | Lacey Fuller      | 19   | Kent      | Brandon Myers, Jordan Davies, Youssef Hassane |
| 5       | Jordan Davies     | 23   | Cardiff   | Lacey Fuller, Megan McKenna                   |
| 5       | Megan McKenna     | 23   | Essex     | Jordan Davis                                  |
| 4       | Chet Johnson      | 25   | Londra    | Helen Briggs                                  |
| 2       | Kristina Metcalfe | 22   | Liverpool | James Moore                                   |
| 2       | Alex Kippen       | 22   | Liverpool | Gina Barrett                                  |
| 1       | Brandon Myers     |      |           | Lacey Fuller                                  |

#### Episodi
| Episodio | Data Prima TV originale | Data Prima TV in italiano |
| -------- | ----------------------- | ------------------------- |
| 1        | 19 gennaio 2016         | 6 aprile 2016             |
| 2        | 26 gennaio 2016         | 6 aprile 2016             |
| 3        | 2 febbraio 2016         | 13 aprile 2016            |
| 4        | 9 febbraio 2016         | 13 aprile 2016            |
| 5        | 16 febbraio 2016        | 20 aprile 2016            |
| 6        | 23 febbraio 2016        | 20 aprile 2016            |
| 7        | 1º marzo 2016           | 27 aprile 2016            |
| 8        | 8 marzo 2016            | 27 aprile 2016            |

### Quinta edizione
La quinta edizione è andata in onda nel Regno Unito dal 16 agosto al 4 ottobre 2016 su MTV. In Italia è andata in onda in anteprima l'11 settembre 2016 su MTV.

#### Concorrenti

##### Single
| Episodi | Nome          | Anni | Residenza   | Ex                                                                    |
| ------- | ------------- | ---- | ----------- | --------------------------------------------------------------------- |
| 2       | Chloe Goodman | 22   | Brighton    |                                                                       |
| 10      | Gary Beadle   | 28   | Newcastle   | Charlotte Dawson, Lillie Lexie Gregg, Chrysten Zenoni, Melissa Reeves |
| 7       | Jemma Lucy    | 28   | Manchester  | David Hawley                                                          |
| 3       | Jess Impiazzi | 27   | Surrey      |                                                                       |
| 7       | Jordan Davies | 23   | Cardiff     |                                                                       |
| 4       | Liam Lewis    | 27   | Hartlepool  |                                                                       |
| 10      | Olivia Walsh  | 24   | Manchester  | Joss Mooney                                                           |
| 10      | Stephen Bear  | 26   | East London | Holly Rickwood, Kayleigh Morris                                       |

##### Ex
| Episodi | Nome               | Anni | Residenza             | Ex                                     |
| ------- | ------------------ | ---- | --------------------- | -------------------------------------- |
| 10      | Kayleigh Morris    | 27   | Port Talbot           | Stephen Bear, Ashley Cain, Joss Mooney |
| 10      | David Hawley       | 25   | Newcastle             | Jemma Lucy                             |
| 9       | Charlotte Dawson   | 23   | Blackpool             | Gary Beadle, Alex Stewart              |
| 3       | Aimee Kimber       | 22   | Essex                 | Conor Scurlock                         |
| 4       | Alex Stewart       |      | Blackpool             | Charlotte Dawson                       |
| 8       | Ashley Cain        | 25   | Nuneaton              | Kayleigh Morris, Melissa Reeves        |
| 6       | Conor Scurlock     | 22   | Londra                | Holly Rickwood, Aimee Kimber           |
| 8       | Holly Rickwood     | 24   | Portsmouth            | Stephen Bear, Conor Scurlock           |
| 1       | Joss Mooney        |      |                       | Kayleigh Morris, Olivia Walsh          |
| 7       | Lillie Lexie Gregg | 25   | Birmingham            | Gary Beadle                            |
| 2       | Melissa Reeves     | 24   | Liverpool             | Gaz Beadle                             |
| 5       | Chrysten Zenoni    | 19   | Gold Coast, Australia | Gary Beadle                            |

#### Episodi
| Episodio | Prima TV UK       | Prima TV Italia   |
| -------- | ----------------- | ----------------- |
| 1        | 16 agosto 2016    | 11 settembre 2016 |
| 2        | 23 agosto 2016    | 13 ottobre 2016   |
| 3        | 30 agosto 2016    | 20 ottobre 2016   |
| 4        | 6 settembre 2016  | 20 ottobre 2016   |
| 5        | 13 settembre 2016 | 27 ottobre 2016   |
| 6        | 20 settembre 2016 | 27 ottobre 2016   |
| 7        | 27 settembre 2016 | 3 novembre 2016   |
| 8        | 4 ottobre 2016    | 3 novembre 2016   |
| 9        | 11 ottobre 2016   | 10 novembre 2016  |
| 10       | 18 ottobre 2016   | 10 novembre 2016  |

## Versioni internazionali
Nel 2015 è stata prodotta la versione svedese dello show intitolata Ex on the Beach Sverige, nel 2017 la versione ungherese, intitolata Exek az édenben, e nel 2018 quella statunitense.
Nel 2018 è stato prodotto Ex on the Beach Italia, versione italiana dello show, trasmesso su MTV.